# Aaro Pakaslahti

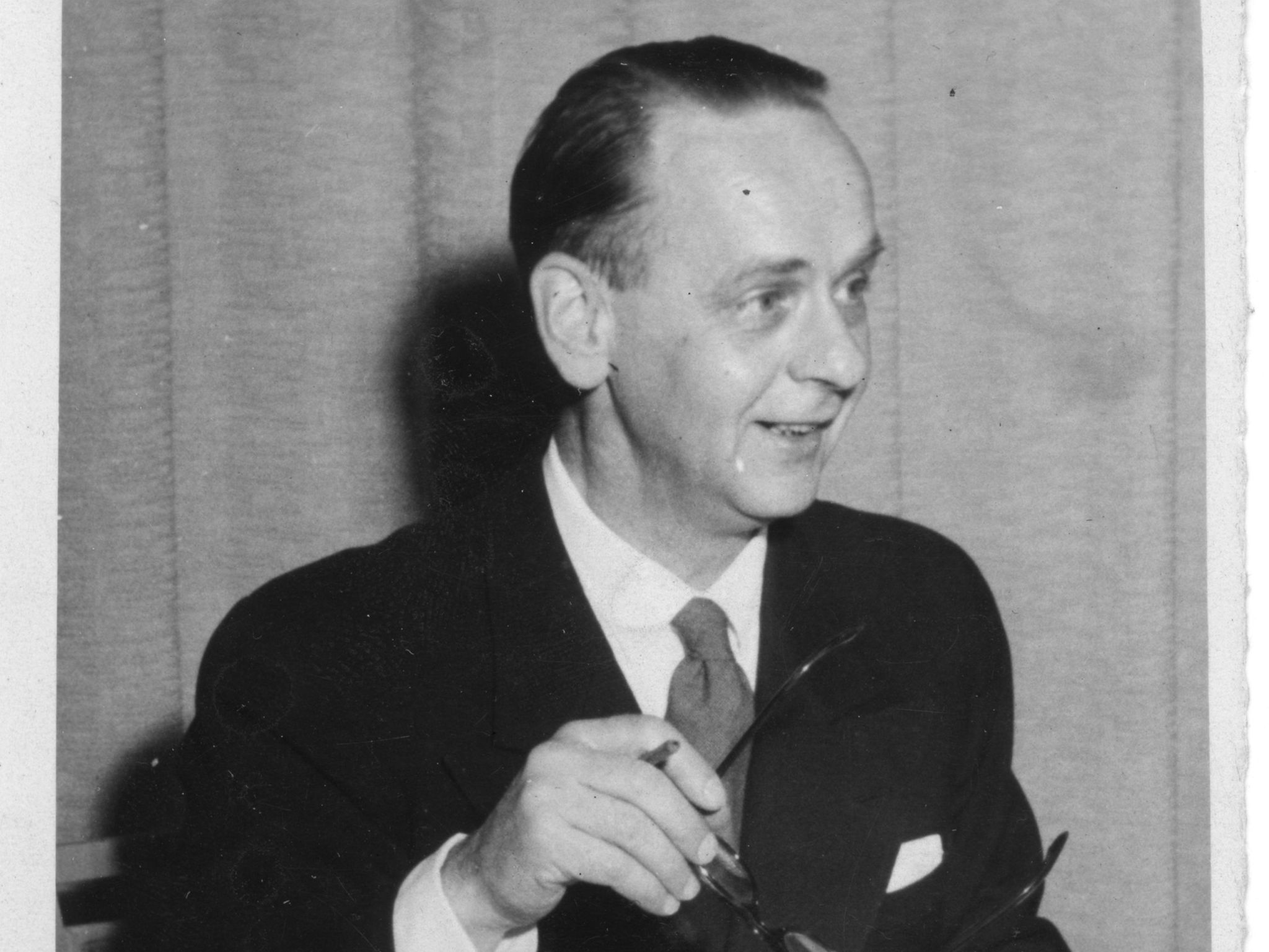
Aaro Pakaslahti år 1958.

Aaro Antti Pakaslahti, född 7 juni 1903 i Uleåborg, död 20 maj 1969 i Madrid, var en finländsk diplomat.
Pakaslahti var redan under studieåren vid Helsingfors universitet känd som en anhängare av äktfinskheten och medlem av AKS. Han hade som 16-åring deltagit i Aunusexpeditionen och sårats i striderna. Han var 1926–1927 chefredaktör för Ylioppilaslehti samt 1927–1928 ordförande för studentkåren och sekreterare för Finskhetsförbundet. Han anställdes vid samma tid vid utrikesministeriet och blev snart stationerad både i London och Berlin. Efter att ha doktorerat 1936 gjorde han en snabb karriär i hemlandet.
Han gjorde en uppmärksammad, om än omstridd insats som chef för utrikesministeriets politiska avdelning 1939–1941. Han motsatte sig förslaget att Finland skulle inleda fredsförhandlingar med Sovjetunionen 1940; han ville att man skulle invänta den utlovade hjälpen från västmakterna. Han antecknade sin avvikande mening till protokollet vid ett regeringsmöte, men detta var för ögonblicket inget hinder för hans karriär. 
Pakaslahti var ministeriets högsta tjänsteman, statssekreterare 1941–1943. Han tog emot uppdraget att bli sändebud vid den av tyskarna upprättade Vichyregimen i Frankrike 1943–1944, vilket blev hans olycka för en lång tid. Det blåste nya vindar i Finland, och Pakaslahti hörde till de "samarbetsmän" som råkade i onåd. Efter Pétainregimens fall försattes han i disponibilitet och pensionerades 1946 vid 43 års ålder. Det pågick en dragkamp i kulisserna om att Pakaslahti skulle återanställas; både Urho Kekkonen och Sakari Tuomioja gjorde framställningar till president Juho Kusti Paasikivi, som vägrade. Först i och med valet av Kekkonen till president 1956 öppnades vägen tillbaka till karriären för Pakaslahti Han var ambassadör i New Delhi 1956–1959, i Ankara 1959–1966 och i Madrid från 1966 till sin död 1969. 
Han utgav verket Suomen politiikka maailmansodassa (2 band, 1933–1934) och det postuma Talvisodan poliittinen näytelmä (1970).